# Cheong Fatt Tze
 (juillet 2019).
Si vous disposez d'ouvrages ou d'articles de référence ou si vous connaissez des sites web de qualité traitant du thème abordé ici, merci de compléter l'article en donnant les références utiles à sa vérifiabilité et en les liant à la section « Notes et références ».
Cheong Fatt Tze ou Tjong Tjen Hsoen ou Zhang Bishi (chinois simplifié : 张弼士 ; chinois traditionnel : 張弼士 ; pinyin : Zhāng Bìshì ; 1840–1916) était un homme d'affaires et homme politique chinois. Cheong était un puissant industriel et haut fonctionnaire (mandarin) de premier rang. Il a été consul-général de Singapour et conseiller économique de l'impératrice douairière.

## Enfance
Cheong est né en 1840 à Dabu dans la province du Guangdong dans le Sud de la Chine. Il est issu d'une famille pauvre de l'ethnie Hakka. Il a commencé à travailler en tant que fermier dans son village. En 1856, du fait de la guerre civile qui fait rage (révolte des Taiping) et de la seconde guerre de l'opium déclenchée par les Britanniques, Cheong quitte le pays et émigre en Asie du Sud-Est.

## Carrière
Cheong démarra sa nouvelle vie en tant que porteur d'eau puis devint commerçant à Jakarta en Indonésie. À la suite de son mariage, il créa une entreprise de négoce avec l'aide de son beau père. En 1877, il implanta des bureaux dans la ville indonésienne de Medan. Son entreprise était liée au négoce de caoutchouc, de café et de thé. Par la suite, il accéda au secteur financier en acquérant une banque.
En 1886, il élargit une seconde fois son entreprise, cette fois-ci en s'implémentant en Malaisie dans l'État de Penang. Au fur et à mesure que sa société augmentera son capital, il acquerra trois navires qui étaient utilisés à Penang et à Medan. Sa demeure de Penang est aujourd'hui un lieu touristique remarquable (musée-hôtel) baptisée Cheong Fatt Tze Mansion ou encore The Blue Mansion.